# Episteira cupena
Episteira cupena là một loài bướm đêm trong họ Geometridae.